# Hrabstwo Van Buren (Tennessee)
Hrabstwo Van Buren (ang. Van Buren County) – hrabstwo w stanie Tennessee w Stanach Zjednoczonych. Obszar całkowity hrabstwa obejmuje powierzchnię 274,59 mil² (711,18 km²). Według szacunków United States Census Bureau w roku 2009 miało 5480 mieszkańców.
Hrabstwo powstało w 1840 roku. 

## Miasta
- Spencer[4]

| Populacja hrabstwa w poprzednich latach | Populacja hrabstwa w poprzednich latach |
| Rok                                     | Liczba ludności                         |
| --------------------------------------- | --------------------------------------- |
| 1980                                    | 4696                                    |
| 1990                                    | 4846                                    |
| 2000                                    | 5508                                    |
| 2005                                    | 5470                                    |